# Громяк, Роман Теодорович
Роман Теодорович Громяк (21 мая 1937, с. Глушь — 3 мая 2014, Тернополь) — советский и украинский литературовед, литературный критик, общественный деятель. Кандидат философских наук (1969), доктор филологических наук (1982), профессор (1983), академик Академии наук высшей школы. Член Союза писателей Украины (1983). Главный редактор научного альманаха «Studia methodologica» (осн. 1993).

## Биография
После ареста в 1947 году отца, осужденного за связи с подпольем ОУН-УПА, жил в семье деда, который только что вернулся из Сибири, куда был депортирован еще в 1941 году.
Учился в местной сельской школе. Окончив семилетку, продолжил обучение в педагогическом училище в городе Броды. Окончив его с отличием, Роман Громяк в 1955 году поступил на историко-филологический факультет Львовского педагогического института. В связи с переводом Львовского пединститута в город Дрогобыч, обучение закончил в 1960 году в Дрогобычском педагогическом институте имени Ивана Франко. Учительствовал на Хмельничине и Тернопольщине. Служил в армии.
В 1964—1967 годах учился в аспирантуре Львовского университета имени Ивана Франко.
Четыре года (от сентября 1967 года до августа 1971 года) работал на кафедре эстетики и теории литературы Донецкого университета — ассистент, старший преподаватель, доцент, заместитель декана филологического факультета. В 1969 году стал кандидатом философских наук. Диссертацию «Гносеологические и психологические основы процесса восприятия произведений художественной литературы» защитил в Институте философии АН УССР.
В 1971—1975 годах Роман Громяк работал доцентом кафедры Тернопольского финансово-экономического института, деканом финансово-экономического факультета.
Заведовал кафедрой украинской и русской литературы Тернопольского педагогического института имени Ярослава Галана.
В 1982 году в Институте литературы АН УССР защитил докторскую диссертацию «Методологические основы литературно-художественной критики».
С 1992 года — профессор Украинского свободного университета (Мюнхен). В 1997—1999 годах работал в Ягеллонском университете (Краков).

## Политическая деятельность
Роман Громяк — первый председатель областного Совета Всеукраинского общества украинского языка имени Тараса Шевченко «Просвита». Возглавлял областную организацию Демократической партии Украины. Избирался народным депутатом СССР (1989—1991).
С 22 марта 1992 года по 20 января 1994 года был Представителем Президента Украины в Тернопольской области.
В марте 1994 года был кандидатом в народные депутаты Украины (Теребовлянский избирательный округ № 364, Тернопольская область). Выдвинут избирателями. В первом туре набрал 0,81 %, занял девятое место среди 12 претендентов.

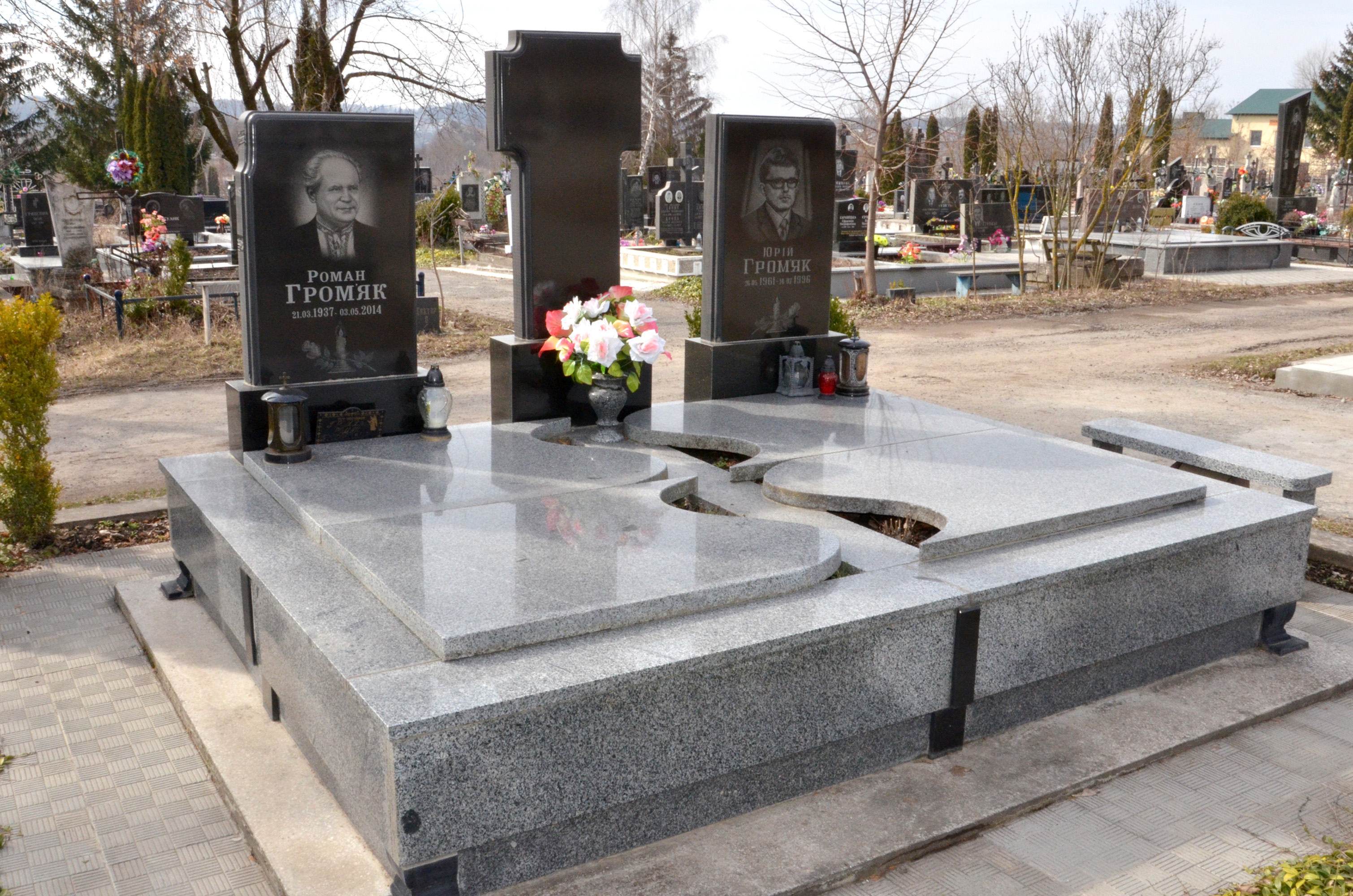
Могилы Романа и Юрия Громяков

Похоронен в Тернополе на городском кладбище возле с. Подгороднее.

### Семья
- Отец Теодор Лукьянович (1910—1992) — столяр-плотник.
- Мать Ольга Захаровна (1912—1995) — домохозяйка.
- Жена Мария Михайловна (урожденная Ткачик; род. 1936) — учительница, председатель Тернопольского областного совета Союза украинок (1996—2001).
- Сын Юрий (1961—1995) — инвалид детства.
- Сын Тарас (род. 1971) — учитель.

## Наследие

### Книги
- «Эстетика и критика» (1975)
- «Гражданственность и профессионализм. Социальная ответственность критики»
- «Что доказано жизнью» (1988)
- «Литература золотого сентября»
- «Вертеп, или как я стал депутатом СССР и что из этого вышло» (1992)
- «Вертеп-2, или в дебрях власти» (1995) и другие

### Труды
по эстетике литературного творчества, теории литературы, литературно-художественной критики, в частности книги:
- «Целостный анализ художественного произведения» (1970, соавтор)
- «Иван Франко. Красота и секреты творчества» (1980)
- «Культура и образ жизни социалистического общества» (1982, соавтор)
- «Гражданственность и профессионализм» (1986)
- «Культура, политика, интеллигенция» (1996)
- «Древнее и современное. Избранные статьи по литературоведению» (1997)
- «Литературоведческий словарь-справочник» (1997, 2006, соавтор)
- «История украинской литературной критики» (1999) и другие

## Награды
- Всеукраинская литературно-художественная премия имени Братьев Богдана и Левка Лепких (1997)
- орден «За заслуги» третьей степени (2006)
- Международная литературная премия имени Григория Сковороды «Сад божественных песен» (2010)
- Международная литературная премия имени Николая Гоголя «Триумф» (2011)